# Мур, Майя
Майя Эйприл Мур (англ. Maya April Moore; род. 11 июня 1989 года, Джефферсон-Сити, Миссури) — американская профессиональная баскетболистка, выступавшая за команду Женской национальной баскетбольной ассоциации «Миннесота Линкс», которая выбрала её на драфте ВНБА 2011 года в первом раунде под общим первым номером. Играла на позиции лёгкого форварда. Член баскетбольного зала славы с 2025 года.

## Биография
Мур стала победительницей премии Нейсмита лучшему игроку года среди старшеклассниц в 2006 и 2007 годах, а также стала обладательницей премии Джона Вудена в 2009 году после того, как привела команду университета Коннектикута к чемпионскому титулу. В следующем году Мур снова с командой завоевала чемпионский титул. За три сезона в университете её команда не проигрывала 90 игр подряд, установив рекорд NCAA среди мужских и женских команд во всех дивизионах. 18 мая 2011 года Майя стала первой женщиной, подписавшей контракт с Jordan Brand.
На драфте ВНБА 2011 года Мур была выбрана под первым номером клубом «Миннесота Линкс». В своём дебютном сезоне Мур стала третьей в команде и первой среди новичков по результативности, набирая в среднем за игру 13,2 очка. За свои достижения она была названа новичком года, а «Миннесота» с её помощью завоевала чемпионский титул.
В 2019 году Мур приостановила карьеру, чтобы помочь выйти из тюрьмы Джонатану Айронсу, который в 1998 году был осужден на 50 лет по обвинению в нападении и краже со взломом. В 2020 году приговор Айронсу был отменён. После его освобождения пара сыграла свадьбу, у них родился ребёнок. В январе 2023 года Майя Мур официально объявила о завершении карьеры.

## Выступления за национальную сборную
Майя выступала за женскую национальную сборную по баскетболу на чемпионатах мира 2010 и 2014 годов, а также на летних Олимпийских играх 2012 года в Лондоне и 2016 года в Рио-де-Жанейро, где неизменно завоевывала золотые медали.

## Достижения
- Чемпион WNBA: 2011, 2013, 2015, 2017
- Чемпион Евролиги: 2012, 2018
- Чемпион Испании: 2012